# Avalokitešvara
Avalokitešvara ili Padmapani (Sanskrit अवलोकितेश्वर) bodisatva je koji utelotvoruje saosećanje svih Buda. Ovaj bodisatva je na različite načine prikazan, opisan i portretisan u različitim kulturama kao muškarac ili žena. U Tibetu je poznat kao Čenrezig, a u Kambodži kao Avloketesvar. U kineskom budizmu, Avalokitešvara je evoluirao u nešto drugačiju žensku figuru Guanjin, koji je u Japanu poznat i kao Kanzeon ili Kanon. U Nepalskom Mandalu ova figura je poznata kao Jana Baha Diah, Karunamaja, Seto Mačindranat.

## Etimologija
Ime Avalokitešvara kombinuje verbalni prefiks ava „dole”, lokita, prošli glagolski prilog glagola lok „primetiti, posmatrati”, ovde korišten u aktivnom smislu; i konačno īśvara, „gospod”, „vladar”, „suveren” ili „gospodar”. U saglasnosti sa sandijem (sanskritskim pravilima zvučne kombinacije), a+īśvara postaje eśvara. Kombinovani, ti delovi znače „gospod koji gleda dole (na svet)”. Reč loka („svet”) je odsutna iz imena, ali se fraza podrazumeva. Ona se pojavljuje u kambodžanskoj formi imena, Lokesvarak.
Najraniji prevod ovog imena na kineski od strane autora kao što je Sjuencang bio je Guānzìzài (kineski: 觀自在), što nije forma koja se koristi u istočnoazijskom budizmu danas, Guanyin (kineski: 觀音). Prvobitno se smatralo da je to posledica nedostatka tečnosti izgovora, jer Guanzizai ukazuje da je izvorni sanskritski oblik bio  Avalokitasvara, „koji gleda dole na galamu” (tj. povike živih bića kojima treba pomoć). Sada se smatra da je to bio izvorni oblik, i takođe da od njega vodi poreklo Guanyin „opažanje zvuka, plača”". Ovom prevodu pogodovala je tendencija nekih kineskih prevodilaca, posebno Kumarađiva, da koriste varijantu 觀世音 Guānshìyīn „koji opaža lamentacije sveta” - gde se lok uzimao sa istovremenim značenjem „gledati” i „svet” (sanskrit loka; kineski: 世; pinjin: shì). Originalni oblik Avalokitasvara pojavljuje se u sanskrtskim fragmentima iz petog veka.
Ovo ranije sanskritsko ime zamenjeno je formom koja sadrži završetak -īśvara „gospod”; dok seAvalokiteśvara ne javlja na sanskrtu pre sedmog veka.
Izvorno značenje imena uklapa se u budističko razumevanje uloge bodisatve. Ponovna interpretacija koja ga predstavlja kao īśvara pokazuje snažan uticaj hinduizma, budući da je termin īśvara obično bio povezan sa hinduističkim pojmom Višnu (u višnuizamu) ili Šiva (u šivizamu) kao vrhovnim Gospodom, tvorcem i vladarom sveta. Neke osobine takvog boga prenose se na bodisatvu, ali glavni deo onih koji su poštovali Avalokitešvara podržao je budističko odbacivanje doktrine o bogu stvaraocu.
U sanskritu, Avalokitešvara se isto tako naziva Padmapani („držać lotosa”) ili Lokešvara („gospodar sveta”). Na tibetanskom je Avalokitešvara Čenrezig (tibetski: སྤྱན་རས་གཟིགས་), i za njega se kaže da proizilazi kao Dalaj Lama, Karmapa i druge visoke lame. Etimologija tibetanskog imena Čenrezik je spyan „oko”, ras „kontinuitet” i gzig „gledati”. Ovo daje značenje: onaj ko uvek gleda na sva bića (očima saosećanja).

## Literatura
- Buswell, Robert; Lopez, Donald S. (2013). The Princeton Dictionary of Buddhism. Princeton University Press. ISBN 978-0-691-15786-3.
- Ducor, Jérôme (2010). Le regard de Kannon (на језику: француски). Gollion: Infolio éditions / Genève: Musée d'ethnographie de Genève. стр. 104. ISBN 978-2-88474-187-3.. ill. colour
- Getty, Alice (1914). The gods of northern Buddhism: their history, iconography and progressive evolution through the northern Buddhist countries. Oxford: Clarendon Press.
- Holt, John (1991). Buddha in the Crown: Avalokitesvara in the Buddhist Traditions of Sri Lanka. New York: Oxford University Press. ISBN 0195064186.
- McDermott, James P. (1999). „Buddha in the Crown: Avalokitesvara in the Buddhist Traditions of Sri Lanka”. Journal of the American Oriental Society. 119 (1): 195—196. JSTOR 605604. doi:10.2307/605604.
- Studholme, Alexander (2002). The Origins of Om Manipadme Hum. Albany NY: State University of New York Press. ISBN 0-7914-5389-8.
- Tsugunari, Kubo; Akira (tr.), Yuyama (2007). The Lotus Sutra (PDF) (Revised 2nd изд.). Berkeley, Calif.: Numata Center for Buddhist Translation and Research. ISBN 978-1-886439-39-9. Архивирано из оригинала (PDF) 2. 7. 2015. г.
- Yü, Chün-fang (2001). Kuan-Yin: The Chinese Transformation of Avalokitesvara. Columbia University Press. ISBN 978-0-231-12029-6.
- Blofeld, John (1988). Bodhisattva of Compassion. The Mystical Tradition of Kuan Yin. Boston: Shambhala. ISBN 0-87773-126-8.
- Cahill, Susan E. (1993). Transcendence & Divine Passion. The Queen Mother of the West in Medieval China. Stanford: Stanford University Press. ISBN 0-8047-2584-5.
- Leidy, Denise Patry; Strahan, Donna (2010). Wisdom embodied: Chinese Buddhist and Daoist sculpture in the Metropolitan Museum of Art. New York: The Metropolitan Museum of Art. ISBN 978-1588393999.
- Ming, Kuan (1985). Popular Deities of Chinese Buddhism. Buddha Dharma Education Association Inc.
- Palmer, Martin; Ramsay, Jay; Kwok, Man-Ho (1995). Kuan Yin. Myths and Prophecies of the Chinese Goddess of Compassion. San Francisco: Thorsons. ISBN 1-85538-417-5.
- Pregadio, Fabrizio (2008). The encyclopedia of Taoism, Volume 1. Princeton, NJ: Psychology Press. ISBN 978-0-7007-1200-7.
- Shi, Sheng-yen (釋聖嚴) (2015).  觀世音菩薩 [Guanshiyin Bodhisattva] (на језику: кинески). Taipei: 法鼓山文化中心 (Dharma Drum Cultural Center). ISBN 978-9867033031.
- Stoddart, William (1996). Outline of Buddhism. Oakton, VA: The Foundation for Traditional Studies.
- Yun, Miao (1995). Teachings in Chinese Buddhism: Selected Translation of Miao Yun. Buddha Dharma Education Association Inc.
- Bell, Sir Charles (1946). Portrait of the Dalai Lama. ISBN 086171055X.. Wm. Collins, London. 1st edition. (1987) Wisdom Publications, London
- Alexandra David-Neel (1965). Magic & Mystery In Tibet. Corgi Books. ISBN 0-552-08745-9.. London
- Dhondup, K. (1984). The Water-Horse and Other Years. Dharamsala: Library of Tibetan Works and Archives.
- Dhondup, K. (1986). The Water-Bird and Other Years. New Delhi: Rangwang Publishers.
- Dowman, Keith (1988). The power-places of Central Tibet : the pilgrim's guide. London: Routledge & Kegan Paul. ISBN 0-7102-1370-0.
- Kapstein, Matthew (2006). The Tibetans. ISBN 9780631225744.. Malden, MA, USA. Blackwell Publishing
- The Illusive Play: The Autobiography of the Fifth Dalai Lama [aka 'Dukula']. Превод: Karmay, Samten G. Serindia Publications. Chicago. 2014. ISBN 978-1-932476-67-5.
- Laird, Thomas (2006). The Story of Tibet : Conversations with the Dalai Lama (1st изд.). New York: Grove Press. ISBN 978-0-8021-1827-1.
- McKay, A (2003). History of Tibet. RoutledgeCurzon. ISBN 978-0-7007-1508-4.
- Mullin, Glenn H (1982). Selected Works of the Dalai Lama VII: Songs of Spiritual Change (2nd изд.). ISBN 0-937938-30-0.. Snow Lion Publications, Inc. New York
- Mullin, Glenn H (1983). Selected Works of the Dalai Lama III: Essence of Refined Gold (2nd изд.). ISBN 0-937938-29-7.. Snow Lion Publications, Inc. New York
- Mullin, Glenn H (2001). The Fourteen Dalai Lamas: A Sacred Legacy of Reincarnation. ISBN 1-57416-092-3.. Clear Light Publishers. Santa Fe, NM
- Norbu, Thubten Jigme; Turnbull, Colin M. (1968). Tibet. New York: Simon and Schuster. ISBN 0-671-20559-5.
- Richardson, Hugh E. (1984). Tibet and its history (2nd ed., rev. and updated. изд.). Boston: Shambhala. ISBN 978-0-87773-376-8.
- Van Schaik, Sam (2011), Tibet. A History. New Haven & London: Yale University Press.
- Schulemann, Günther (1958). Die Geschichte der Dalai Lamas. Leipzig: Veb Otto Harrassowitz. ISBN 978-3-530-50001-1.
- Shakabpa, Tsepon W.D. Tibet: A Political History. New York: Yale University Press. ISBN 0961147415.. and (1984), Singapore: Potala Publications
- Shakabpa, Tsepon W.D. (2010). One Hundred Thousand Moons. An Advanced Political History of Tibet (2 vols). Leiden (Netherlands), Boston (USA): Brill's Tibetan Studies Library. ISBN 9789004177321.
- Sheel, R N Rahul (1989). „The Institution of the Dalai Lama”. The Tibet Journal. 14 (3).
- Smith, Warren W. (1997). Tibetan Nation; A History of Tibetan Nationalism and Sino-Tibetan Relations. New Delhi: HarperCollins. ISBN 0-8133-3155-2.
- Snellgrove, David; Richardson, Hugh (1986). A Cultural History of Tibet. Boston & London: Shambala Publications, Inc. ISBN 0-87773-354-6.
- Stein, R. A. (1972). Tibetan civilization ([English ed.]. изд.). Stanford, Calif.: Stanford University Press. ISBN 0-8047-0901-7.
- Tsering, Diki (2001). Dalai Lama, my son : a mother's story. London: Virgin. ISBN 0-7535-0571-1.
- Veraegen, Ardy (2002). The Dalai Lamas : the Institution and its history. New Delhi: D.K. Printworld. ISBN 978-8124602027.
- Ya, Hanzhang (1991). The biographies of the Dalai Lamas (1st изд.). Beijing: Foreign Language Press. ISBN 978-7119012674.
- Schwieger, Peter (2014). The Dalai Lama and the Emperor of China: a political history of the Tibetan institution of reincarnation. New York: Columbia University Press. ISBN 978-0-231-53860-2. OCLC 905914446.
- Kawanami, C. C (2016). Buddhism.. In C. P. Linda Woodhead, Religions in the Modern World (p. 94). New York: Routledge.